# مخالفة تكتيكية
في الرياضات المختلفة، المخالفة التكتيكية أو الخطأ التكتيكي أو الفاول التكتيكي هو عمل مخالفة متعمدة بهدف تحقيق ميزة لفريق الذي عمل المخالفة. عادة ما يتم ارتكاب الأخطاء التكتيكية لمنع الخصم من التسجيل. 

## في كرة القدم
في كرة القدم، يتضمن الخطأ التكتيكي قيام مدافع بارتكاب خطأ ضد لاعب مهاجم لمنعه من التسجيل، أو مخالفة عن طريق لمسة يد تحرم الفريق المنافس من فرصة تسجيل هدف واضحة. قد تقدم الركلة الحرة الناتجة أو ركلة الجزاء للفريق المهاجم فرصة أقل للتسجيل من فرصة اللعب الأصلية، وبالتالي فإن اللاعب المدافع لديه حافز لارتكاب خطأ تكتيكي مع اللاعب المهاجم أو استخدام يده. يتم تحذير اللاعبين المخالفين أو طردهم حسب ظروف الخطأ.
يُشار إلى المخالفة بشكل عام ولكن بشكل غير دقيق على أنها خطأ «آخر رجل»، مما يؤدي إلى الاعتقاد الخاطئ بأنه إذا ارتكب المدافع «الأخير» خطأ على لاعب مهاجم، فيجب طرده تلقائيًا. ومع ذلك، فإن مصطلح «الرجل الأخير» لم يتم تضمينه في قوانين اللعبة.
بموجب قوانين اللعبة، فإن ما يشكل فرصة واضحة لتسجيل الأهداف متروك لتقدير الحكم؛ ومع ذلك، يتم إعطاء عدة عوامل لمساعدة الحكام على اتخاذ القرار. هذه هي: المسافة بين الهجوم والهدف، واحتمالية الاحتفاظ بالكرة أو السيطرة عليها، واتجاه اللعب، والموقع وعدد المدافعين.
حتى لو أدى خطأ لا لبس فيه إلى منع تسجيل هدف، فإن قوانين كرة القدم لا تنص على منح النتيجة (لا يوجد ما يعادل محاولة ركلة الجزاء في لعبة الركبي). وبالتالي، حتى مع وجود عقوبات متضمنة، قد يكون هذا الخطأ تكتيكًا معقولًا في بعض الظروف، مثل لمسة يد لويس سواريز ضد غانا في كأس العالم 2010. في تلك الحالة انقسم المعلقون حول ما إذا كان هذا الخطأ التكتيكي غشًا أم استغلالًا مشروعًا للقوانين.

### التاريخ
اكتسب هذا المفهوم سمعة سيئة في اتحاد كرة القدم بعد حادثة في نهائي كأس الاتحاد الإنجليزي 1980 عندما ارتكب ويلي يونغ من أرسنال خطأ متعمدًا على بول ألين من وست هام، عندما كان ألين بالقرب من تسجيل هدفًا واضحًا. كما كانت قوانين اللعبة قائمة، يمكن للحكم (جورج كورتني) فقط تحذير يونغ ومنح وست هام ركلة حرة، وهو ما فعله. أثار هذا نقاشًا وطنيًا حول الأخطاء المتعمدة التي حرمت الخصوم من فرصة تسجيل هدف. 
في عام 2016، تم تعديل قوانين اللعبة بحيث لا ينتج عن الخطأ التكتيكي الناتج عن ركلة جزاء إلا بطاقة صفراء، بشرط أن يقوم اللاعب بمحاولة حقيقية للكرة. تم إجراء هذا التعديل لتقليل «الخطر المزدوج» لخطأ احترافي ينتج عنه بطاقة حمراء وركلة جزاء. 

### حوادث شائعة
في عام 1998 تدخل أولي جونار سولسكاير، الذي لعب لمانشستر يونايتد على ملعب أولد ترافورد، الذي انطلق من داخل منطقة جزاء نيوكاسل تقريبًا بطول الملعب ليتدخل على روب لي لاعب نيوكاسل يونايتد - مع فرصة تسجيل هدف واضحة لنيوكاسل - في مواجهة منفردة مع حارس مرمى مانشستر ريمون فان دير جو. تم طرد سولسكاير على الفور من قبل الحكم أوريه رينيه (انتهت المباراة 1–1 وأطيل سباق لقب الدوري الإنجليزي الممتاز مع أرسنال).
في نهائي دوري أبطال أوروبا 2006، حارس ارسنال ينس ليمان أسقط مهاجم برشلونة الكاميروني صامويل ايتو، واستغل ذلك لودوفيك جيولي ووضع الكرة في المرمى الخالي. ومع ذلك، ألغى الحكم تيري هاوج الهدف، ومنح برشلونة ركلة حرة على حافة منطقة الجزاء، وأظهر البطاقة الحمراء لليمان.
حدث موقف مثير للجدل آخر خلال ربع نهائي كأس العالم 2010 بين أوروغواي وغانا. في الدقيقة الأخيرة من الشوط الإضافي الثاني وكانت النتيجة تشير إلى التعادل 1-1، ارتكب مهاجم الأوروغواي لويس سواريز لمسة يد متعمدة على خط المرمى من الغاني دومينيك أدييا، مما منع غانا من تحقيق هدف الفوز في المباراة. وفقًا لقوانين اللعبة، أصدر الحكم لسواريز بطاقة حمراء مباشرة ومنح ركلة جزاء لغانا، لكن أسامواه جيان أضاع ركلة الجزاء، تاركًا مستوى المباراة عند صافرة النهاية. فازت أوروغواي 4-2 في ركلات الترجيح، وحمل سواريز من قبل زملائه في جميع أنحاء الملعب كبطل. جادل البعض حيث تم ارتكاب مخالفة كرة يد سواريز في نهاية الوقت الإضافي (على عكس في وقت مبكر من المباراة) لذلك لم يكن هناك فترة أخرى من اللعب العادي حيث تم إعاقة فريقه من خلال تقليصه إلى عشرة رجال. وأكد آخرون أن عقوبة سواريز كانت متوافقة مع قوانين اللعبة. لم يتمكن من المشاركة في ركلات الترجيح وتم منعه من مباراة أوروجواي التالية، وأشار إلى أنه إذا قامت غانا بتسجيل ركلة الجزاء لكانت حادثة لمسة اليد أقل إثارة للجدل.